# Arvid Nyberg
Arvid Nyberg (ur. 19 maja 1928, zm. 18 stycznia 2022) – norweski biathlonista. W 1958 roku wystartował na mistrzostwach świata w Saalfelden, gdzie wspólnie z Asbjørnem Bakkenem, Rolfem Gråtrudem i Knutem Woldem zdobył brązowy medal w drużynie. Na tych samych mistrzostwach zajął również piąte miejsce w biegu indywidualnym. Były to jego jedyne starty na międzynarodowych imprezach tej rangi. Nigdy nie wziął udziału w igrzyskach olimpijskich. Nigdy nie wystąpił w zawodach Pucharu Świata.
Po zakończeniu kariery był między innymi wieloletnim burmistrzem Trysil z ramienia Partii Pracy. Został odznaczony między innymi Królewskim Medalem Zasługi.

## Osiągnięcia

### Mistrzostwa świata
| Rok  | Miejscowość | Konkurencje | Konkurencje | Konkurencje | Konkurencje | Konkurencje | Konkurencje | Konkurencje |
| Rok  | Miejscowość | IN          | SP          | PU          | MS          | RL          | MR          | SR          |
| ---- | ----------- | ----------- | ----------- | ----------- | ----------- | ----------- | ----------- | ----------- |
| 1958 | Saalfelden  | 5.          | nd.         | nd.         | nd.         | 3.          | nd.         | –           |